# Francis Akos
Francis Akos, mit bürgerlichem Namen Ferencz Weinman Akos, (* 30. März 1922 in Budapest; † 28. Januar 2016 in Minneapolis) war ein amerikanischer Violinist ungarischer Herkunft.

## Leben und Werk
Akos war Schüler der Musikakademie in Budapest. Hier hatte er sich mehrere Preise erspielt.
Er wirkte von 1945 bis 1948 als Konzertmeister in Budapest, von 1948 bis 1950 in Göteborg und von 1950 bis 1953 an der Städtischen Oper in Berlin. 1954 emigrierte Akos in die Vereinigten Staaten. Von 1955 bis 1997 war er als Konzertmeister und bis 2003 als Assistant Concertmaster Emeritus am Chicago Symphony Orchestra tätig. Ab 1955 führten ihn Konzertreisen in zahlreiche Musikzentren Europas. 1961 gründete er das Kammerorchester Chicago Strings, dessen musikalischer Leiter er war.
Akos war Überlebender des Holocaust. Er war im KZ Neuengamme bei Hamburg interniert. Er war Überlebender der Versenkung der Cap Arcona, die am 3. Mai 1945 mit mehreren Tausend KZ-Häftlingen an Bord von britischen Flugzeugen angegriffen und zerstört wurde. Im Dokumentarfilm "Der Fall Cap Arcona" gehört er zu den Zeitzeugen.